# Curling alla XXIV Universiade invernale
Le competizioni di curling alla XXIV Universiade invernale si sono svolte al palaghiaccio Heilongjiang di Harbin, divise in due tornei da dieci squadre ciascuno.
Le gare hanno seguito il seguente calendario:

## Gare

### Torneo femminile
| Harbin 19 febbraio 2009 | Canada | 13 – 9 | Russia | Palestra di pattinaggio Hei Longjiang |

| Harbin 19 febbraio 2009 | Cina | 11 – 3 | Regno Unito | Palestra di pattinaggio Hei Longjiang |

| Harbin 19 febbraio 2009 | Svezia | 13 – 6 | Giappone | Palestra di pattinaggio Hei Longjiang |

| Harbin 19 febbraio 2009 | Stati Uniti | 1 – 12 | Corea del Sud | Palestra di pattinaggio Hei Longjiang |

| Harbin 19 febbraio 2009 | Rep. Ceca | 10 – 5 | Polonia | Palestra di pattinaggio Hei Longjiang |

| Harbin 19 febbraio 2009 | Rep. Ceca | 2 – 9 | Cina | Palestra di pattinaggio Hei Longjiang |

| Harbin 19 febbraio 2009 | Giappone | 5 – 8 | Polonia | Palestra di pattinaggio Hei Longjiang |

| Harbin 19 febbraio 2009 | Canada | 13 – 3 | Stati Uniti | Palestra di pattinaggio Hei Longjiang |

| Harbin 19 febbraio 2009 | Svezia | 4 – 8 | Russia | Palestra di pattinaggio Hei Longjiang |

| Harbin 19 febbraio 2009 | Regno Unito | 9 – 3 | Corea del Sud | Palestra di pattinaggio Hei Longjiang |

| Harbin 20 febbraio 2009 | Corea del Sud | 9 – 5 | Polonia | Palestra di pattinaggio Hei Longjiang |

| Harbin 20 febbraio 2009 | Russia | 8 – 5 | Stati Uniti | Palestra di pattinaggio Hei Longjiang |

| Harbin 20 febbraio 2009 | Regno Unito | 5 – 6 | Rep. Ceca | Palestra di pattinaggio Hei Longjiang |

| Harbin 20 febbraio 2009 | Giappone | 3 – 12 | Canada | Palestra di pattinaggio Hei Longjiang |

| Harbin 20 febbraio 2009 | Svezia | 3 – 9 | Cina | Palestra di pattinaggio Hei Longjiang |

| Harbin 21 febbraio 2009 | Russia | 2 – 9 | Regno Unito | Palestra di pattinaggio Hei Longjiang |

| Harbin 21 febbraio 2009 | Svezia | 4 – 10 | Canada | Palestra di pattinaggio Hei Longjiang |

| Harbin 21 febbraio 2009 | Cina | 13 – 3 | Polonia | Palestra di pattinaggio Hei Longjiang |

| Harbin 21 febbraio 2009 | Corea del Sud | 2 – 9 | Rep. Ceca | Palestra di pattinaggio Hei Longjiang |

| Harbin 21 febbraio 2009 | Stati Uniti | 5 – 9 | Giappone | Palestra di pattinaggio Hei Longjiang |

| Harbin 21 febbraio 2009 | Svezia | 6 – 11 | Rep. Ceca | Palestra di pattinaggio Hei Longjiang |

| Harbin 21 febbraio 2009 | Regno Unito | 6 – 3 | Giappone | Palestra di pattinaggio Hei Longjiang |

| Harbin 21 febbraio 2009 | Russia | 8 – 6 | Corea del Sud | Palestra di pattinaggio Hei Longjiang |

| Harbin 21 febbraio 2009 | Cina | 10 – 1 | Stati Uniti | Palestra di pattinaggio Hei Longjiang |

| Harbin 21 febbraio 2009 | Polonia | 5 – 7 | Canada | Palestra di pattinaggio Hei Longjiang |

| Harbin 22 febbraio 2009 | Polonia | 5 – 8 | Stati Uniti | Palestra di pattinaggio Hei Longjiang |

| Harbin 22 febbraio 2009 | Canada | 8 – 6 | Corea del Sud | Palestra di pattinaggio Hei Longjiang |

| Harbin 22 febbraio 2009 | Giappone | 10 – 3 | Cina | Palestra di pattinaggio Hei Longjiang |

| Harbin 22 febbraio 2009 | Regno Unito | 3 – 9 | Svezia | Palestra di pattinaggio Hei Longjiang |

| Harbin 22 febbraio 2009 | Russia | 6 – 3 | Rep. Ceca | Palestra di pattinaggio Hei Longjiang |

#### Classifica
|  | Nazione       | P.ti | V | S | PF | PS | DP  |  |
|  | ------------- | ---- | - | - | -- | -- | --- |  |
|  | Canada        | 18   | 6 | 0 | 66 | 30 | +36 |  |
|  | Cina          | 15   | 5 | 1 | 62 | 22 | +40 |  |
|  | Rep. Ceca     | 12   | 4 | 2 | 41 | 33 | +8  |  |
|  | Russia        | 12   | 4 | 2 | 41 | 40 | +1  |  |
|  | Regno Unito   | 9    | 3 | 3 | 35 | 34 | +1  |  |
|  | Corea del Sud | 6    | 2 | 4 | 38 | 40 | -2  |  |
|  | Svezia        | 6    | 2 | 4 | 39 | 47 | -8  |  |
|  | Giappone      | 6    | 2 | 4 | 36 | 47 | -11 |  |
|  | Polonia       | 3    | 1 | 5 | 31 | 52 | -21 |  |
|  | Stati Uniti   | 3    | 2 | 5 | 23 | 57 | -34 |  |
|  |               |      |   |   |    |    |     |  |